# Stjepan Salapić
Stjepan Salapić (Osijek, Croacia, 27 de agosto de 1997) es un futbolista croata nacionalizado camerunés. Juega de defensor y su equipo actual es el NK Osijek de la Prva HNL.

## Clubes
| Club      | País    | Año           | PJ | Goles |
| --------- | ------- | ------------- | -- | ----- |
| NK Osijek | Croacia | 2015-presente | 0  | 0     |